# Immortal Cities: Children of the Nile
Children of the Nile – ekonomiczna strategiczna gra czasu rzeczywistego, stworzona przez Tilted Mill Entertainment, której akcja toczy się w starożytnym Egipcie. Gra została wydana 9 listopada 2004 w Stanach Zjednoczonych i w lutym 2005 w Europie.

## Zalecane wymagania sprzętowe
- Pentium 4 2 GHz
- 512 MB RAM
- karta grafiki 64 MB
- 1.1 GB HDD